# Loren Roberts
Loren Roberts (* 24. Juni 1955 in San Luis Obispo, Kalifornien) ist ein US-amerikanischer Profigolfer der Champions Tour. Wegen seiner Stärke im Putten wird er von seinen Kollegen ehrfürchtig „Boss of the Moss“ genannt.

## Karriere
Roberts wurde im Jahre 1975 Berufsgolfer, konnte aber erst als fast Vierzigjähriger seinen ersten Titel auf der PGA TOUR erringen. Im Jahr 1994 verpasste er einen Major Sieg beim US Open erst im Stechen (nach 20 Loch) gegen den späteren Sieger Ernie Els und Colin Montgomerie. Insgesamt holte er sich acht Turniersiege und ein Karrierepreisgeld von über 15 Mio. $.
Loren Roberts spielte einmal im Ryder Cup (1995), zweimal siegreich im Presidents Cup (1994 und 2000) und vertrat die USA im UBS Cup 2001. Für den Ryder Cup 2006 wurde er vom Kapitän Tom Lehman als Vizekapitän nominiert.
2005 ging er zur Champions Tour und gewann in seiner ersten Saison ein Senior Major. 2006 folgten vier weitere Siege, darunter noch ein Senior Major, die Senior British Open im Juli, welche Roberts im Stechen gegen den Argentinier Eduardo Romero für sich entschied. 2007 gewann er mit der Senior Players Championship sein drittes Major bei den Senioren. Im Juli 2009 folgte der vierte Major-Sieg – Roberts gewann die Senior British Open zum zweiten Male.
Mit seinen Berufskollegen Scott Simpson und Larry Mize schrieb er 1999 das Golfbuch Focus: The Name of the Game.

## Ehrungen
- 1998 Cal Poly Athletics Hall of Fame (Kalifornien)
- 2006 Tennessee Golf Hall of Fame

## PGA Tour Siege
- 1994 (1) Nestle Invitational
- 1995 (1) Nestle Invitational
- 1996 (2) MCI Classic, Greater Milwaukee Open
- 1997 (1) CVS Charity Classic
- 1999 (1) GTE Byron Nelson Classic
- 2000 (1) Greater Milwaukee Open
- 2002 (1) Valero Texas Open

## Champions Tour Siege
- 2005 (1) The Tradition
- 2006 (4) MasterCard Championship at Hualalai, Turtle Bay Championship, The ACE Group Classic, Senior British Open
- 2007 (2) The Boeing Championship at Sandestin, Senior Players Championship
- 2008 (1) Commerce Bank Championship
- 2009 (3) The ACE Group Classic, Senior British Open, Boeing Classic
- 2010 (1) Dick’s Sporting Goods Open
- 2012 (1) Toshiba Classic

Senior Majors sind fett gedruckt.

## Andere Turniersiege
- 1979 Foot-Joy PGA Assistant Professional Championship
- 1992 Ben Hogan Pebble Beach Invitational
- 1997 Callaway Golf Pebble Beach Invitational
- 1999 Tennessee Open
- 2010 Straight Down Fall Classic (mit Michael Rowley)

## Teilnahmen an Mannschaftswettbewerben
- Ryder Cup: 1995
- Presidents Cup: 1994 (Sieger), 2000 (Sieger)
- UBS Warburg Cup: 2001 (Sieger)